# P.W. Wills
P.W. Wills was een warenhuis in Rushden, met kleinere vestigingen in Kettering en Wellingborough. Het bedrijf ging in 2010 failliet.

## Geschiedenis
P.W. Wills werd in 1922 opgericht door het echtpaar Percy en Helen Wills. Percy had in de schoenenhandel gewerkt en contacten opgebouwd, en omdat hij wist dat zijn vrouw smaak had in mode, besloot hij een kleine damesmodewinkel te openen aan Park Road in Rushden. Vroeger organiseerde het bedrijf modeshows om de mode te showen. De show van 1948 werd gehouden in de Windmill Hall en trok meer dan 2000 mensen.
De zaak was succesvol, dus verhuisde het bedrijf naar een nieuw pand op de hoek van Newton Road en High Street in Rushden. Dankzij de nieuwe winkel kon het bedrijf zijn productaanbod uitbreiden. De onderneming bleef groeien en er werden winkels geopend in Wellingborough (1936) en Kettering (1938). 
Tussen 1961 en 1962 renoveerde het bedrijf de winkel met nieuwe winkelpuien en interieurs, en in 1969 sloot het bedrijf zich aan bij de Associated Independent Store Group, destijds de grootste inkooporganisatie van het land. In 1974 werd het gebouw verder verbouwd, waardoor de winkeloppervlakte in Newton Road werd verdubbeld. 
In de jaren 1980 werd er een ijzerwarenafdeling aan de winkel toegevoegd en werd er een parkeerplaats aangelegd aan de Newton Road. In 1985/86 werd de eerste verdieping verder gerenoveerd, terwijl de begane grond in 1987 werd gerenoveerd. In 1986 werd de winkel in Kettering echter gesloten.
In de jaren 1990 werd de winkel uitgebreid door de huur van het aangrenzende pand van George Allan te kopen, waardoor dit nieuwe gebied een exclusieve afdeling voor Wills for Men werd. In 1999 werd de schoenenafdeling heropend in een nieuw pand, waar voorheen Horsley's Pet Shop was gevestigd.
De financiële crisis van eind jaren 2000 en de teruglopende verkopen zorgden er echter voor dat de onderneming in september 2010 failliet ging en werd gesloten. 